# Aircalin
Cet article concerne Aircalin, la compagnie aérienne internationale de Nouvelle-Calédonie. Pour la compagnie domestique, voir Air Calédonie.
Aircalin (anciennement Air Calédonie International) est une compagnie aérienne française (code IATA : SB ; code OACI : ACI ; indicatif radio : aircalin) opérant essentiellement dans la zone Pacifique. Basée en Nouvelle-Calédonie, sa plate-forme de correspondance est l'aéroport international de Nouméa - La Tontouta, situé sur le territoire de la commune de Païta.

## Organisation et résultats
Le siège social d'Aircalin est situé au 8, rue Frédéric-Surleau à Nouméa, en Nouvelle-Calédonie.

### Capital et actionnaires
Son capital est actuellement détenu par :
- Agence pour la desserte aérienne de la Nouvelle-Calédonie (gouvernement de la Nouvelle-Calédonie) : 99 % ;
- Autres actionnaires : 1 %.

### Résultats
- Chiffre d'affaires en 2007 : 11,6 milliards CFP (98 millions d'euros).
- Chiffre d'affaires en 2011 : 16,4 milliards CFP (137 millions d'euros).
- Chiffre d'affaires en 2017 : 18,3 milliards CFP (152 millions d'euros).
- Chiffre d'affaires en 2018 : 18,8 milliards CFP (156 millions d'euros).
- Chiffre d'affaires en 2019 : 18,9 milliards CFP (159 millions d'euros).
- Chiffre d'affaires en 2020 : 10,2 milliards CFP (86 millions d'euros).
- Chiffre d'affaires en 2022 : 14,1 milliards CFP (118 millions d'euros).

## Histoire

### 1983-1990

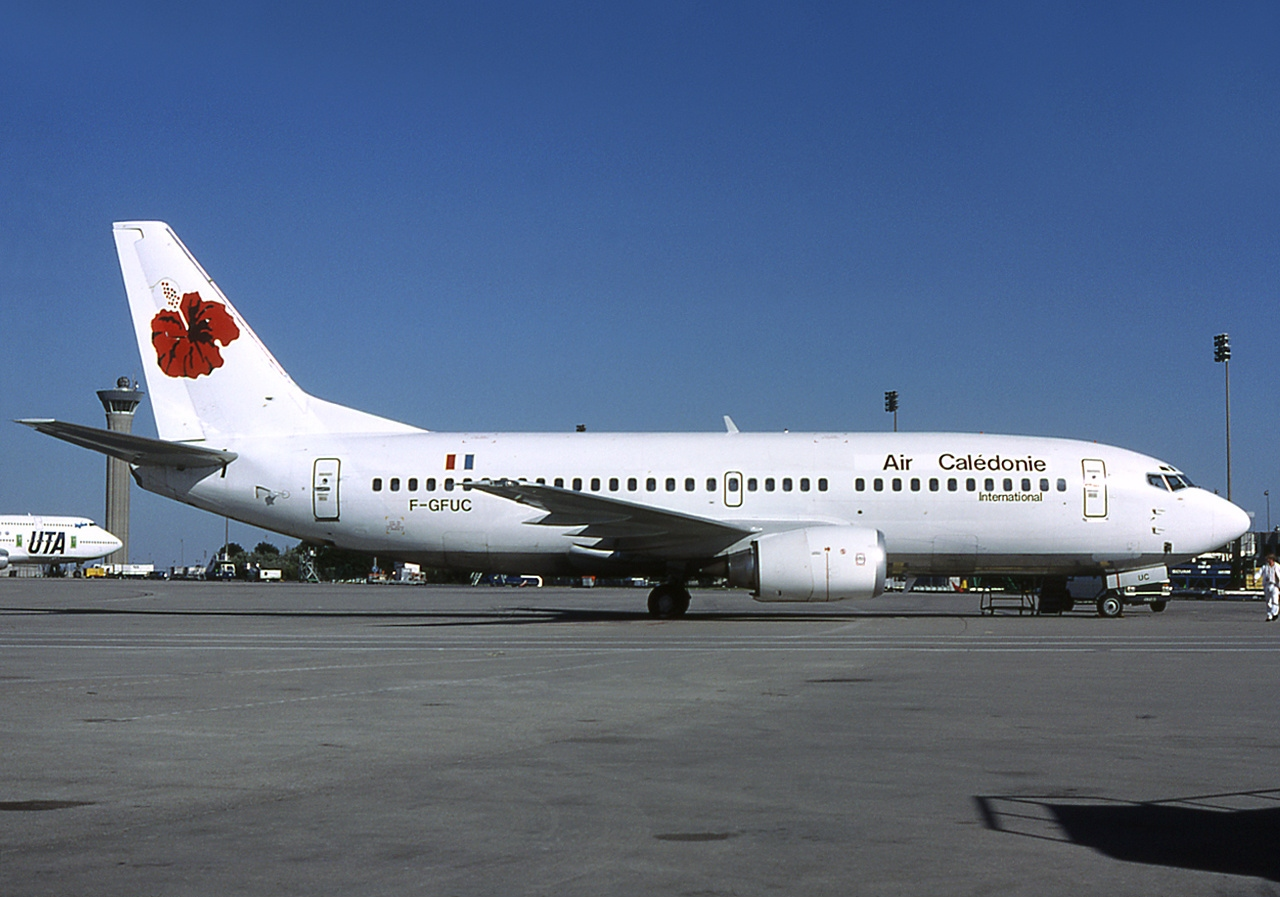
Le Boeing 737-33A (F-GFUC), le premier à avoir porté la livrée d'Air Calédonie International, en 1989 à Paris.

En 1983, Air Calédonie International est créée comme l'extension internationale de la compagnie domestique Air Calédonie (Aircal). Le 2 décembre, elle opère son premier vol commercial Melbourne - Nouméa - Melbourne en Boeing 747 en association avec Qantas. Cette même année, elle loue un Boeing 737-200 à Air Nauru qui lui permettra d'assurer des vols réguliers vers Brisbane, Nadi, Port-Vila et Wallis.
1984, une Caravelle 10B3 est louée à Corsair. Aircalin la rachète l'année suivante, ce qui autorisera l'ouverture de liaisons vers Sydney en 1985 et Auckland en 1987.
En 1987 la compagnie opère un DHC 6-300 Twin Otter (F-OCQZ) baptisé « Ville de Paris » pour la desserte Wallis-Futuna.
En 1988, la Caravelle laisse la place à un Boeing 737-33A (F-GFUC) qui devient le premier appareil aux couleurs d'Air Calédonie International. Une nouvelle ligne à destination de Papeete (via Nadi) est créée. L'année suivante le Boeing 737-33A (F-GFUC) est revendu au profit d'un Boeing 737-300 (F-ODGX).

### 1990-2000
En 1990, Air Calédonie International reprend la ligne Nouméa - Melbourne en créant la liaison « le Calédonien express ».
Le 30 mars 1991, Air Calédonie International lance sa classe affaires « Hibiscus ». Elle est également cette année transporteur officiel des IXe Jeux du Pacifique de Port Moresby.
1992 lancement du Club 500, de son salon V.I.P. Hibiscus à Tontouta et du magazine de bord Altitude et l'année suivante un nouvel uniforme est créé, aux tons roses. Le Boeing 737-300 arbore une nouvelle décoration.
En 1995 un DC 10-30 d'AOM est affrété pour la ligne Nouméa - Auckland - Papeete. La compagnie est alors transporteur officiel des délégations de Nouvelle-Calédonie et Wallis aux Xe Jeux du Pacifique à Tahiti.
1996, un Boeing 767 de Qantas est affrété pour opérer des vols directs vers Papeete. Cette année est également marquée par le nouveau logo, transformant Air Calédonie International en Aircalin. Fréquence Plus (maintenant Flying Blue) devient le programme de fidélité de la compagnie l'année suivante.

### 2000-2010

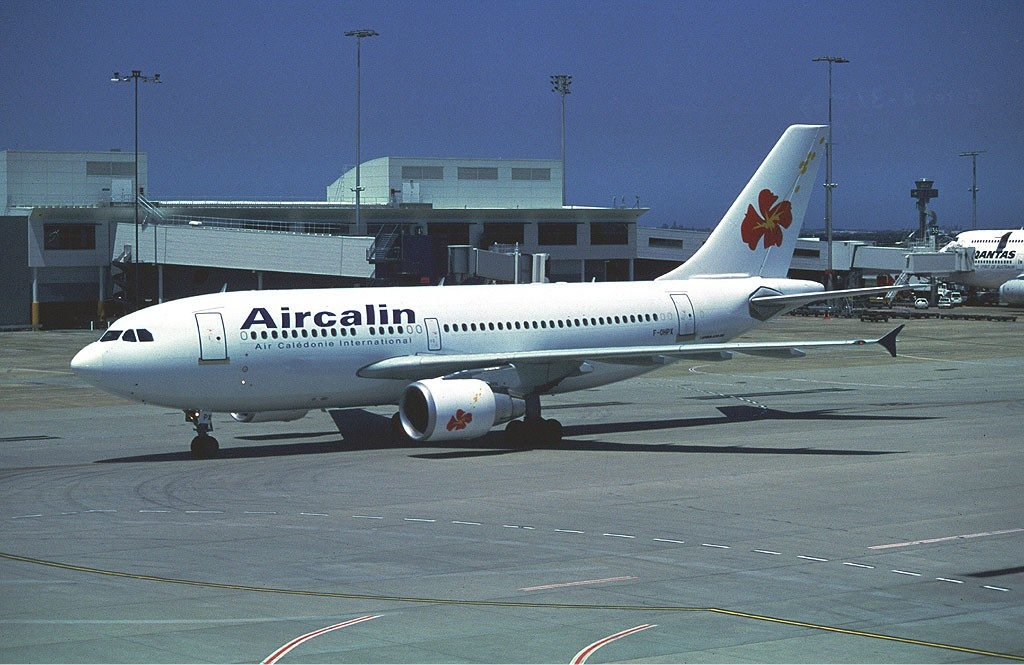
L'airbus A310 d'Aircalin à Sydney en 2001.

2000, Aircalin ouvre sa première liaison long-courrier vers Osaka grâce à un A310-300.
En 2001, deux A330-200 sont commandés à Airbus pour remplacer l'A310-300 et reprendre la ligne Nouméa - Tokyo, jusque-là desservie par Air France avec un A340-300. Ils sont financés par deux augmentations successives de capital : une première de 12 milliards de Francs CFP (100,56 millions d'euros) le 12 octobre 2001 essentiellement souscrit par le Groupe Caisse d'épargne, et un deuxième de 8,6 milliards de Francs CFP (72,068 millions d'euros) est signé le 1er mars 2002, avec cette fois-ci surtout la participation de l'Agence pour la desserte aérienne de la Nouvelle-Calédonie (ADANC, entreprise publique territoriale financée par la taxe sur le fret aérien). Finalement, le capital total de la compagnie passe à 21,8 milliards de Francs (182,684 millions d'euros), détenu à 72 % par le Groupe Caisse d'épargne, 27 % par l'ADANC et 1 % pour les autres actionnaires. L'année suivante marquera l'arrivée et le début de l'exploitation des deux Airbus A330-200.
2003, commande d'un A320-200 pour remplacer le Boeing 737-300 et qui sera mis en service dès 2004.
En 2006, mise en place d'une cinquième rotation hebdomadaire sur Tokyo et d'une troisième sur Osaka. Aircalin est choisie pour transporter les ouvriers Philippins de la future usine Goro Nickel en Calédonie. L'année suivante un nouveau site internet et mise en place du système de billet électronique.
En 2008, suppression d'une des cinq rotations hebdomadaires sur Tokyo et mise en place de deux vols par semaine sur Séoul. Le vol inaugural Nouméa - Séoul a eu lieu le 21 juin 2008. Le 22 janvier 2008, le Gouvernement de la Nouvelle-Calédonie a fixé le calendrier de rachat par l'ADANC des actions Aircalin détenues par les investisseurs métropolitains, dont surtout celles du Groupe Caisse d'épargne. Fixé à 21,9 milliards de Francs CFP (183,522 millions d'euros) soit 66 % des fonds déboursés par ce dernier pour l'achat des deux Airbus, le remboursement s'échelonnera jusqu'en 2020 (contre 2015 initialement prévu en 2001).Cette même année, elle loue un Boeing 767-300 de flyglobespan pour remplacer les deux A330-200 en révision à Hong-Kong. En septembre, la compagnie recevra un deuxième DHC 6-300 Twin Otter (F-OIAQ) baptisé « Manulele » pour la desserte Wallis-Futuna.
2009, nouveau site internet réalisé par Imag'In Productions. Cette même année elle loue un Airbus A320-200 de CSA Czech Airlines pour remplacer l'Airbus A320-200 en révision en Nouvelle-Zélande.

### 2010-2020
En 2010, Aircalin prévoit la rénovation complète des cabines de ses deux A330-200 pour le premier trimestre 2012. La classe affaires sera dotée de sièges "lie flat" s'inclinant à 180°, tandis que les sièges de la classe économique seront améliorés. La VOD sera également installée sur les écrans individuels des deux classes.
En 2011, la compagnie fait évoluer son logo et adopte une nouvelle charte graphique pour sa communication. La raison sociale de l’entreprise, « Air Calédonie International », qui figurait précédemment sous la marque « AIRCALIN » disparaît au profit de la simple mention « Nouvelle-Calédonie ». Cette année là, la compagnie est également transporteur officiel des XIVe Jeux du Pacifique qui se déroulent en Nouvelle-Calédonie.
En septembre 2012, Aircalin présente pour la première fois ses nouveaux sièges et ses nouveaux uniformes. En octobre le premier Airbus A330-200 s'envole pour Hong Kong afin d’être réaménagé il est remis en service le 17 novembre, Le second appareil reviendra réaménagé le 17 décembre. (durant cette période un Airbus A340-300 d'Air Tahiti Nui a effectué le remplacement.)
L'année suivante la compagnie prévoit un plan de redistribution de ses lignes en 4 phases. La première phase est la signature d'un nouvel accord avec Air France dans lequel ses vols Nouméa-Tokyo atterriront et décolleront le matin à Tokyo au lieu du soir, ce qui permettra aux passagers de continuer leur itinéraire vers Paris avec l'A380 d'Air France et leur ouvrira la possibilité de nouvelles connexions vers l'Europe avec d'autres compagnies membres de SkyTeam telle que Alitalia ou KLM. la deuxième phase est la suppression de la ligne Nouméa-Séoul dès avril 2014, cette ligne étant trop déficitaire. La troisième est l'ouverture d'une ligne Nouméa-Melbourne en juin 2014 à raison de deux vols par semaine. La quatrième et dernière phase consiste en l’acquisition et la mise en service d'un nouvel Airbus A320-200 dès septembre 2014, ce qui permettra d'augmenter en novembre 2014 les vols sur Melbourne à 3 vols par semaine mais également sur Auckland qui passera de 4 à 5 vols par semaine. Cela montre bien la nouvelle ambition de la compagnie Aircalin de se concentrer sur le développement des lignes régionales. Ce programme se poursuivra jusqu'en 2015 avec l'ouverture possible de nouvelles lignes vers la Nouvelle-Zélande.
En 2014, le 1er vol Nouméa-Melbourne est effectué par Aircalin le 6 juin 2014. Aircalin met en service un nouvel Airbus A320-200 immatriculé F-OZNC le 2 septembre 2014. Ce nouvel appareil est loué auprès de la société ILFC/aerCap pour une durée de 6 ans et arbore la nouvelle livrée, affichant clairement l'appartenance de la compagnie à la Nouvelle-Calédonie. Cette nouvelle livrée sera apposée progressivement sur les autres appareils de la flotte en 2014 sur les deux Airbus A330-200 qui seront repeints à l'occasion de leur chantier de grande révision entre août et octobre (un Airbus A340-300 d'Air Tahiti Nui est loué durant cette période), tandis que l'autre Airbus A320-200 sera à son tour repeint en 2015 à l'occasion de son chantier de grande révision. À noter que le nouvel avion est équipé d'un système de divertissement à la demande par Wi-Fi interne, ce système permet aux passagers de profiter des programmes de divertissement offert par Aircalin sur leur tablette, smartphone ou ordinateur portable.
En 2016, elle passe une commande de 2 Airbus A330-900neo et de 2 Airbus A320neo en renouvellement des appareils du même type pour une livraison prévue entre 2019 et 2021.
Le 16 février 2018, la compagnie réalise son premier vol charter entre la Nouvelle-Calédonie et la Chine pour se rendre à Hangzhou en A330-200. Elle renouvellera l’expérience et signera pour trois nouveaux vols charter à destination de Tianjin. En septembre 2018 un DHC 6-400 Twin Otter immatriculé (F-OVEA) est arrivé en remplacement du deuxième DHC 6-300 Twin Otter (F-OIAQ) pour assurer la desserte Wallis-Futuna.

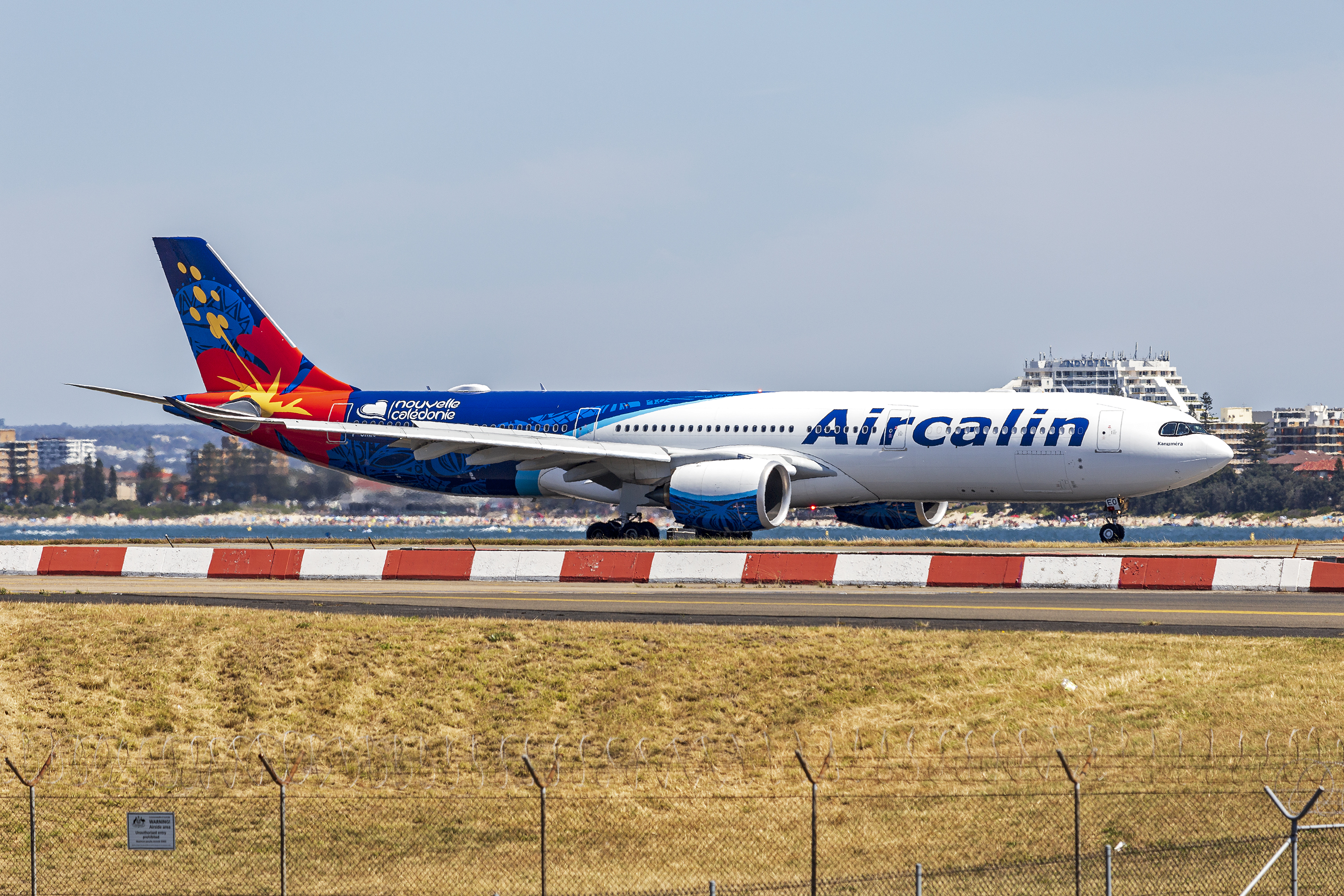
Airbus A330neo "Kanuméra" à l'Aéroport de Sydney en 2020.

Le 6 août 2019 la compagnie réceptionne son tout premier Airbus A330neo baptisé Kanuméra, le second appareil baptisé Luengöni a lui rejoint la flotte à partir du 4 octobre. Ces appareils viennent en remplacement des Airbus A330-200 vieillissants et devenant coûteux à l'entretien. Les A330-900neo permettent entre autres d'économiser 15 % de carburant en moins par siège tout en augmentent la capacité cargo et passager. Configurés pour accueillir 291 passagers, ils bénéficient d'un niveau de confort bien plus élevé que les versions précédentes, avec notamment la cabine Airspace[C'est-à-dire ?] développé spécialement pour cet avion mais aussi le mood-lighting ou éclairage d'ambiance qui permet de réduire les effets du décalage horaire. Enfin ils offrent aux voyageurs des sièges et un système de divertissement de dernière génération ainsi qu'une meilleure connectivité avec l'introduction du Wifi à bord développé par la société Inmarsat,,.

### 2020-
En juillet 2024, deux mois après le débuts des émeutes en Nouvelle-Calédonie, la compagnie aérienne fait face à crise liée à une baisse conséquente du trafic. Aircalin adopte un ensemble de mesures comprenant la réduction du nombre de vols, la mise au chômage partiel d'un tiers des salariés, la suspension des investissements et le report des échéances.
Le 13 septembre 2024, la compagnie annonce le lancement en décembre 2024 d'une liaison entre Paris et Nouméa via Bangkok et la fermeture de sa ligne historique Nouméa - Tokyo. 
En 2025, elle est placée vingt-troisième dans le top 25 d'Airline Ratings des meilleures compagnies aériennes pour l'année .

## Partenariats

### Partage de codes
Aircalin partage ses codes avec les compagnies suivantes :
| - Air Calédonie - Air France - Air New Zealand | - Air Tahiti Nui - Qantas - Singapore Airlines |

## Destinations
Aircalin dessert directement une dizaine de destinations en Asie et Océanie. Elle a également développé des accords commerciaux vers plus de 100 destinations avec plus de 30 compagnies aériennes.

### Asie
Asie du Sud-Est
- Singapour - Aéroport de Changi
- Bangkok - Aéroport Suvarnabhumi

### Europe
Europe de l’Ouest
- Paris - Aéroport Charles-de-Gaulle

### Océanie
Australasie
- Sydney - Aéroport de Sydney Kingsford-Smith
- Brisbane - Aéroport international de Brisbane
- Auckland - Aéroport d'Auckland

Pacifique Sud
- Port-Vila - Aéroport international Bauerfield (Saisonnier)
- Nadi - Aéroport international de Nadi

Collectivités françaises
- Papeete - Aéroport international de Tahiti-Faaa
- Wallis - Aéroport de Wallis-Hihifo
- Nouméa - Aéroport international de Nouméa-La Tontouta (hub)

### Réseau historique
- Tokyo - Aéroport international de Narita
- Melbourne - Aéroport Melbourne-Tullamarine
- Osaka - Aéroport international du Kansai
- Séoul - Aéroport international d'Incheon

## Prix
Aircalin est élue meilleure compagnie de l'Outre-mer pour sa classe Économie par le site Flight-report en 2016.

## Flotte

### Flotte actuelle

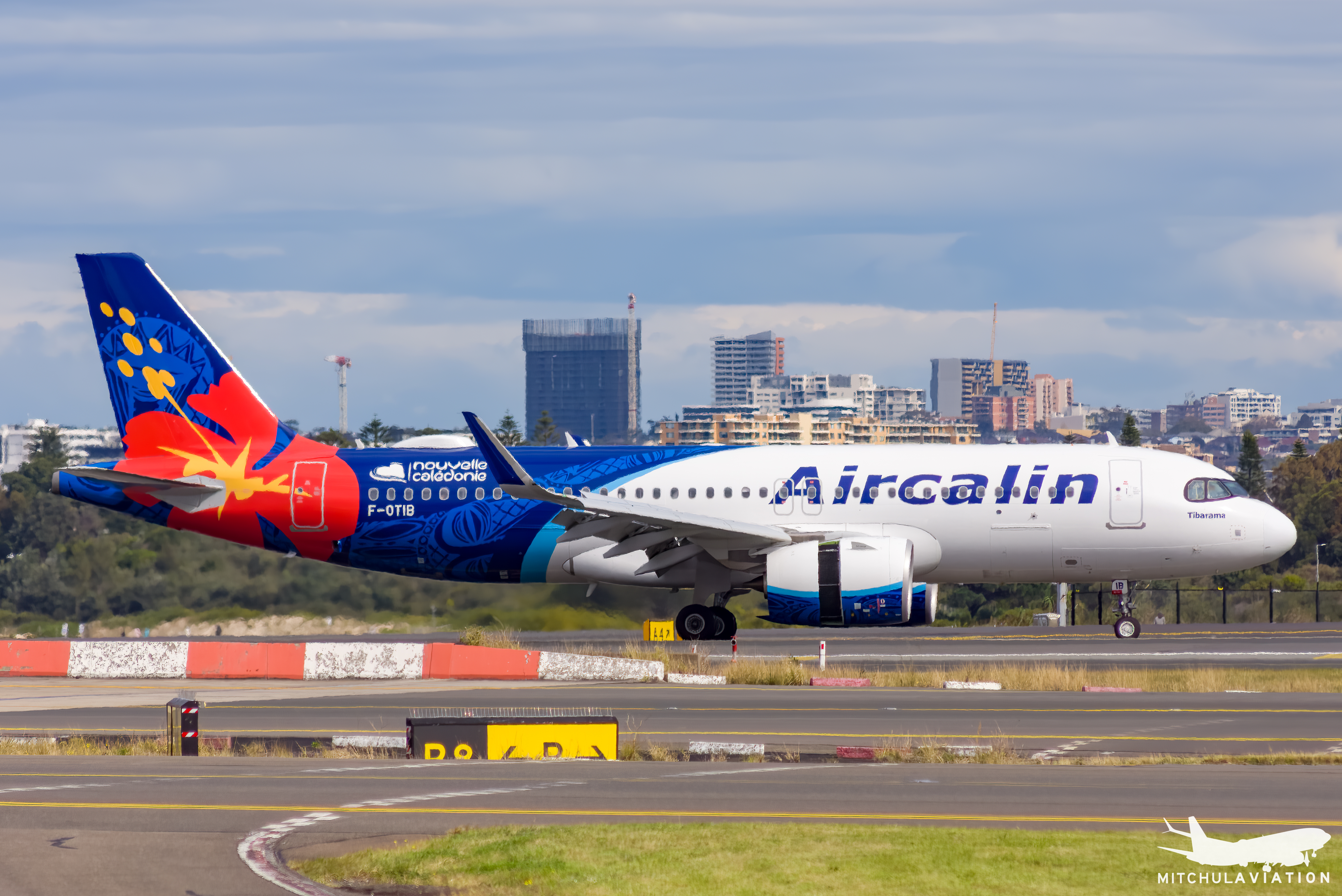
Airbus A320-271N F-OTIB "Tibarama".

Aircalin possède une flotte composée de quatre appareils Airbus dont deux A330neo nommés Kanuméra et Luengöni ainsi que deux A320neo nommés Tibarama et Nouméa. Ils sont nommés en hommage à la baie de l'île des Pins, une tribu de Lifou, une deuxième tribu sur la côte nord-est de la Grande Terre et la capitale du territoire. Elle possède également deux appareils DHC-6 Twin Otter de 19 places utilisés sur les liaisons inter-îles entre Wallis et Futuna. À la suite de l'ouverture de sa liaison Nouméa-Paris via Bangkok le 12 décembre 2024, la compagnie annonce l'acquisition prochaine de deux A350-900 en 2026 et 2028.

## Galerie

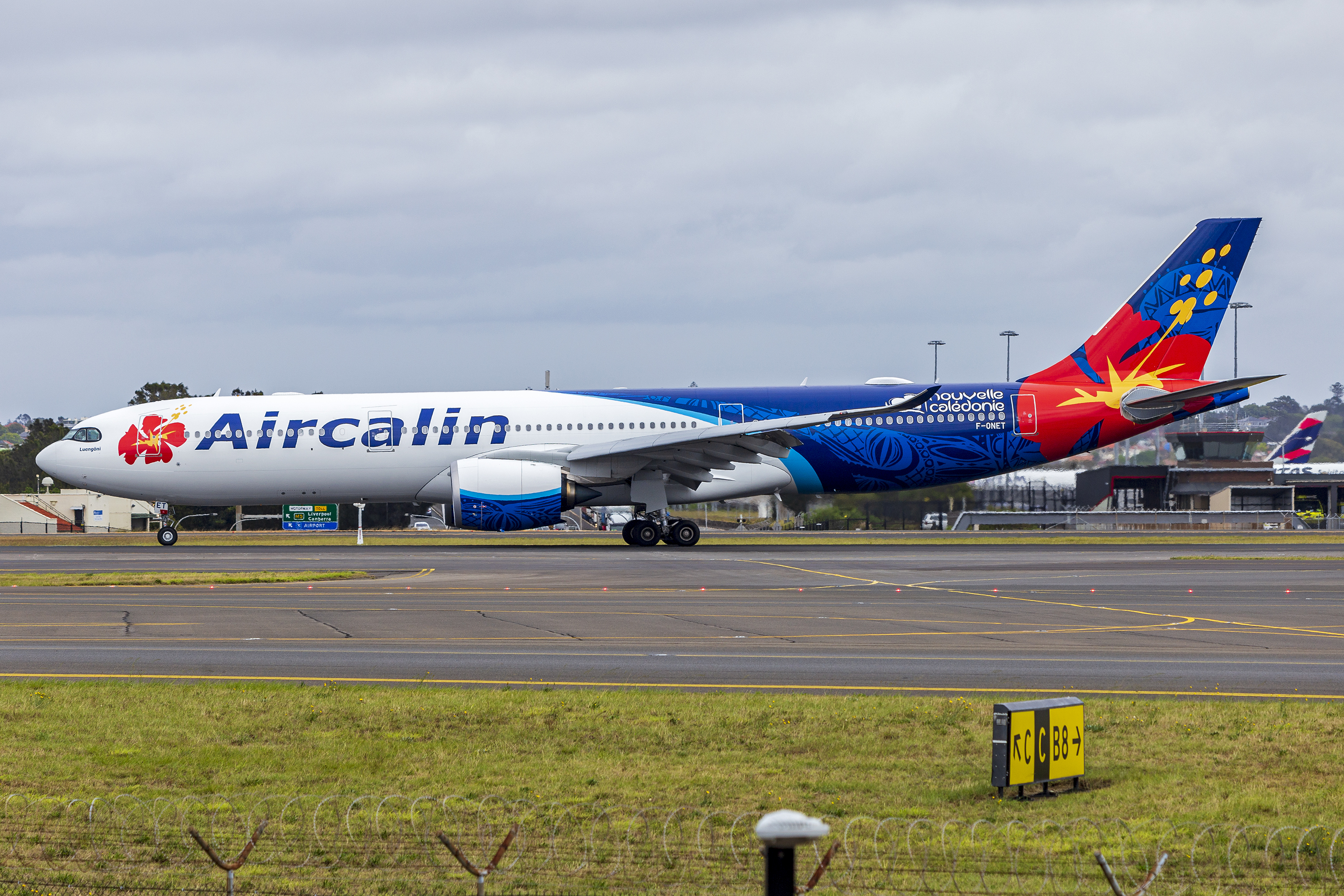
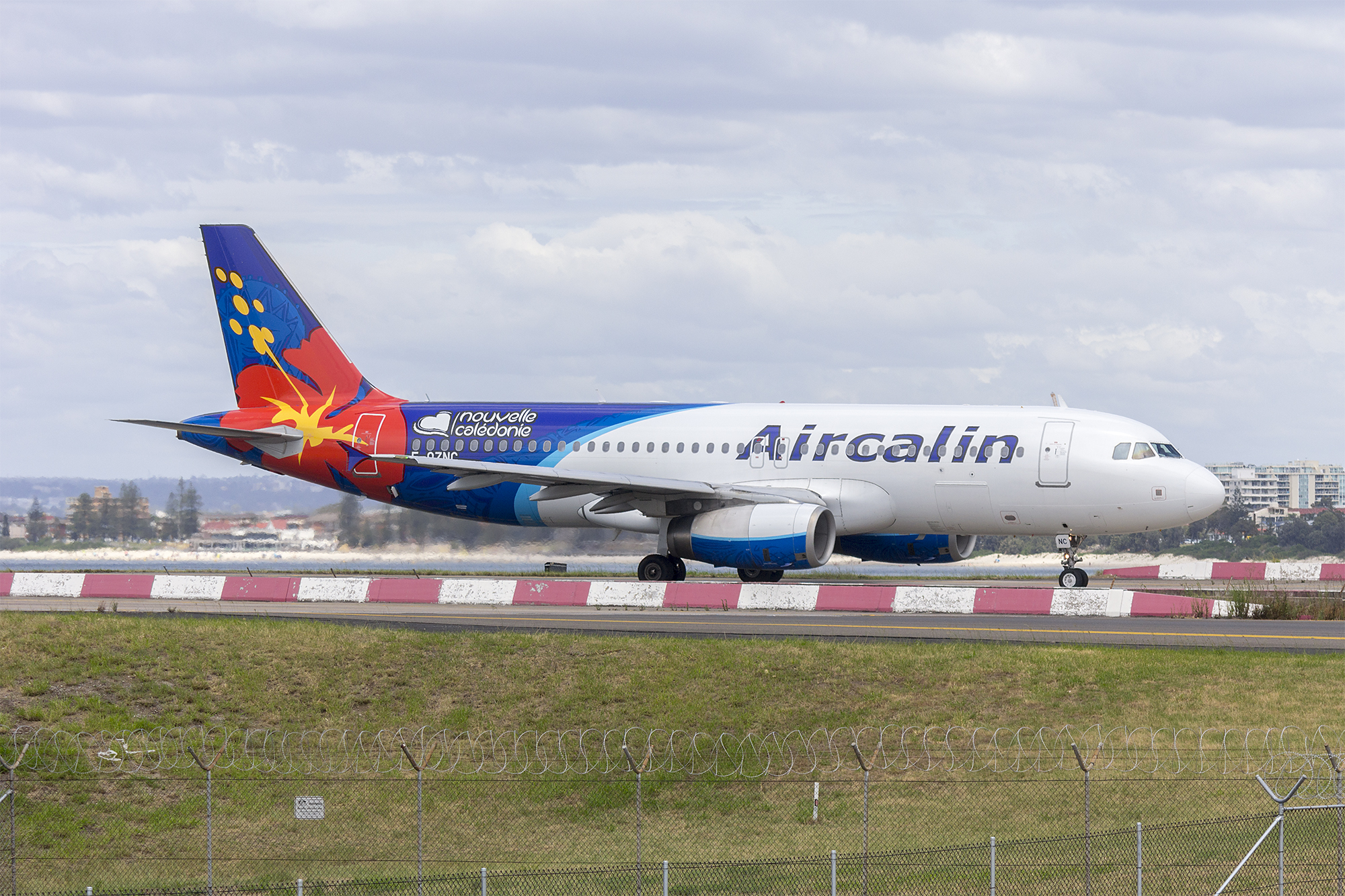
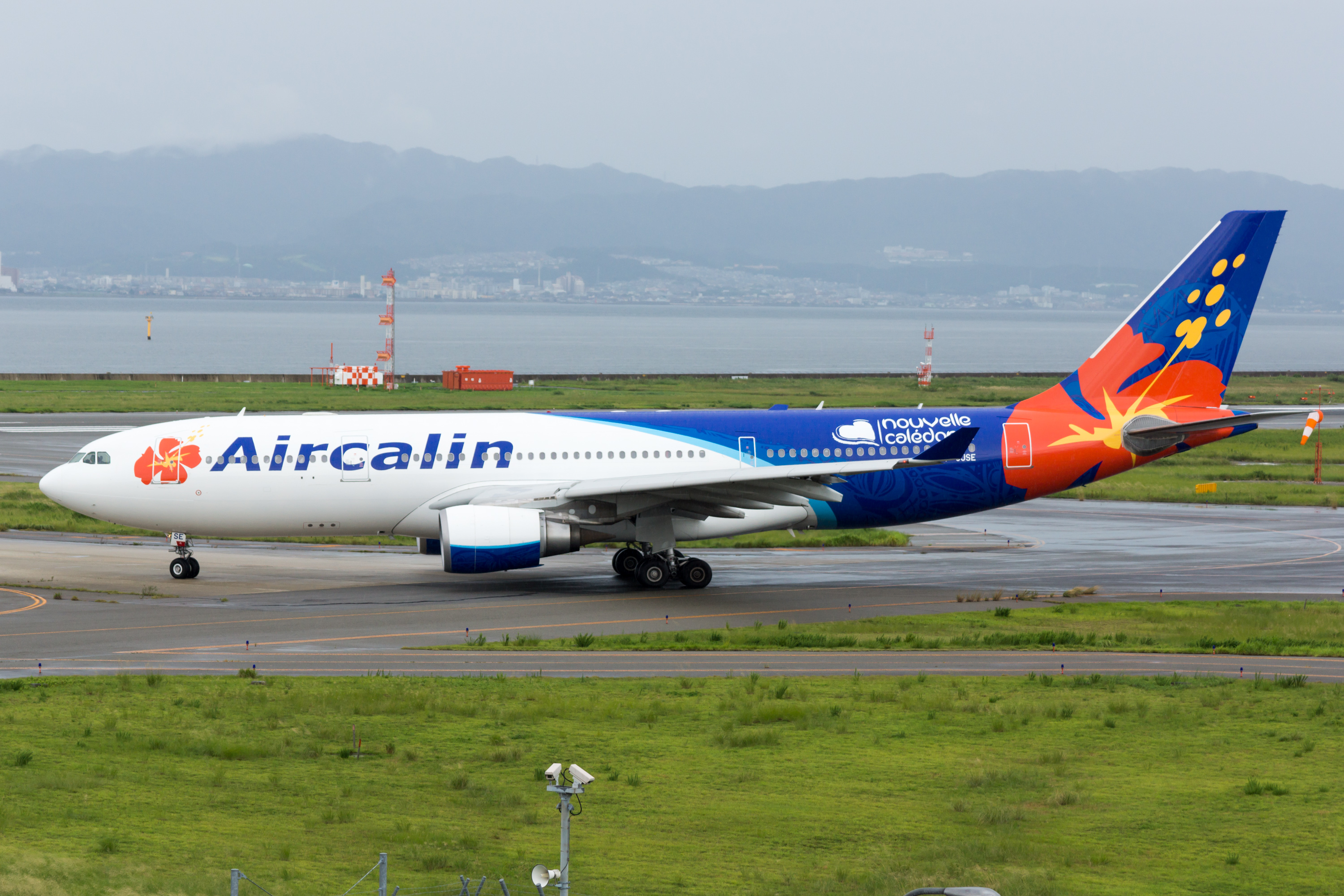
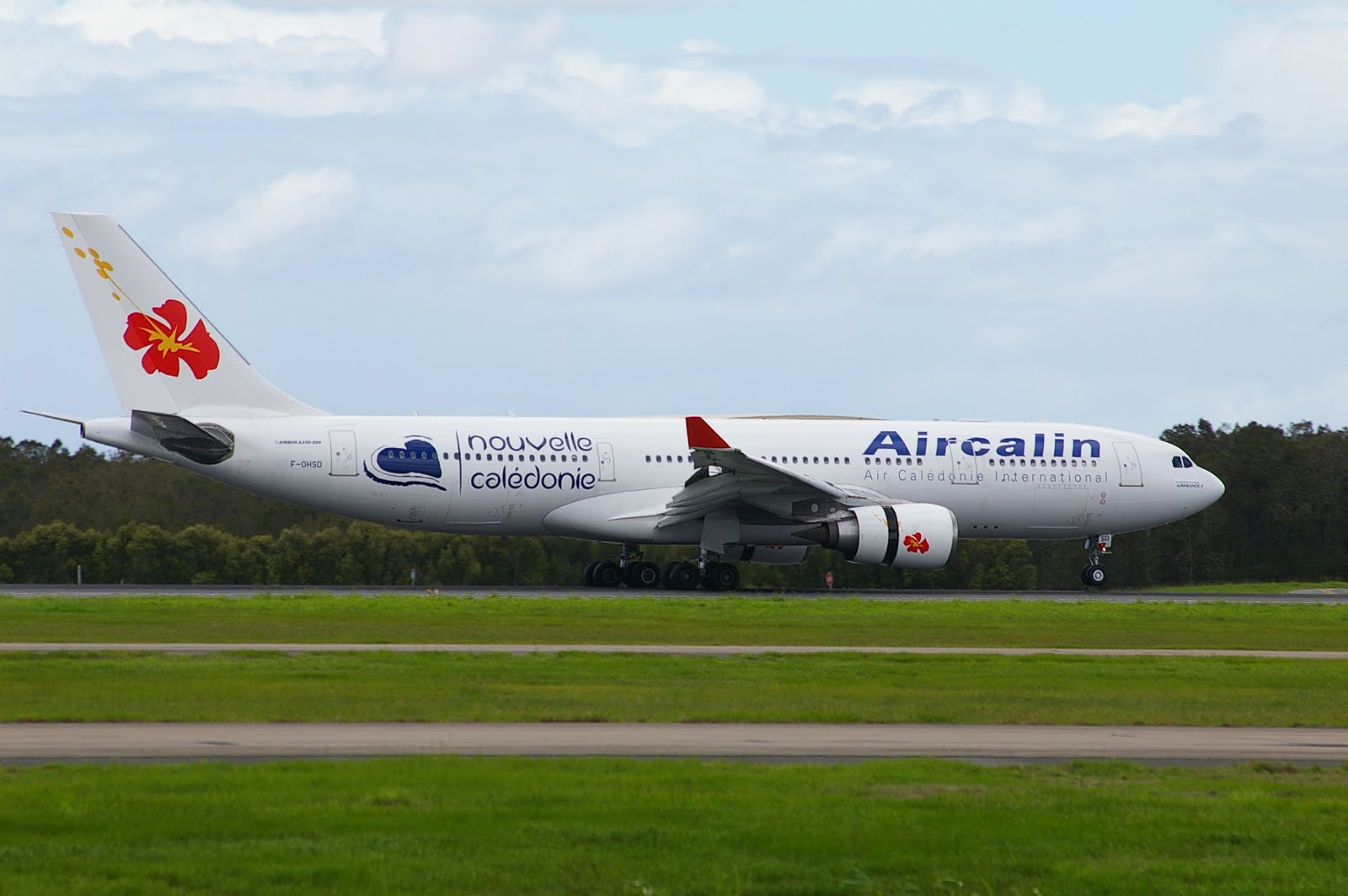
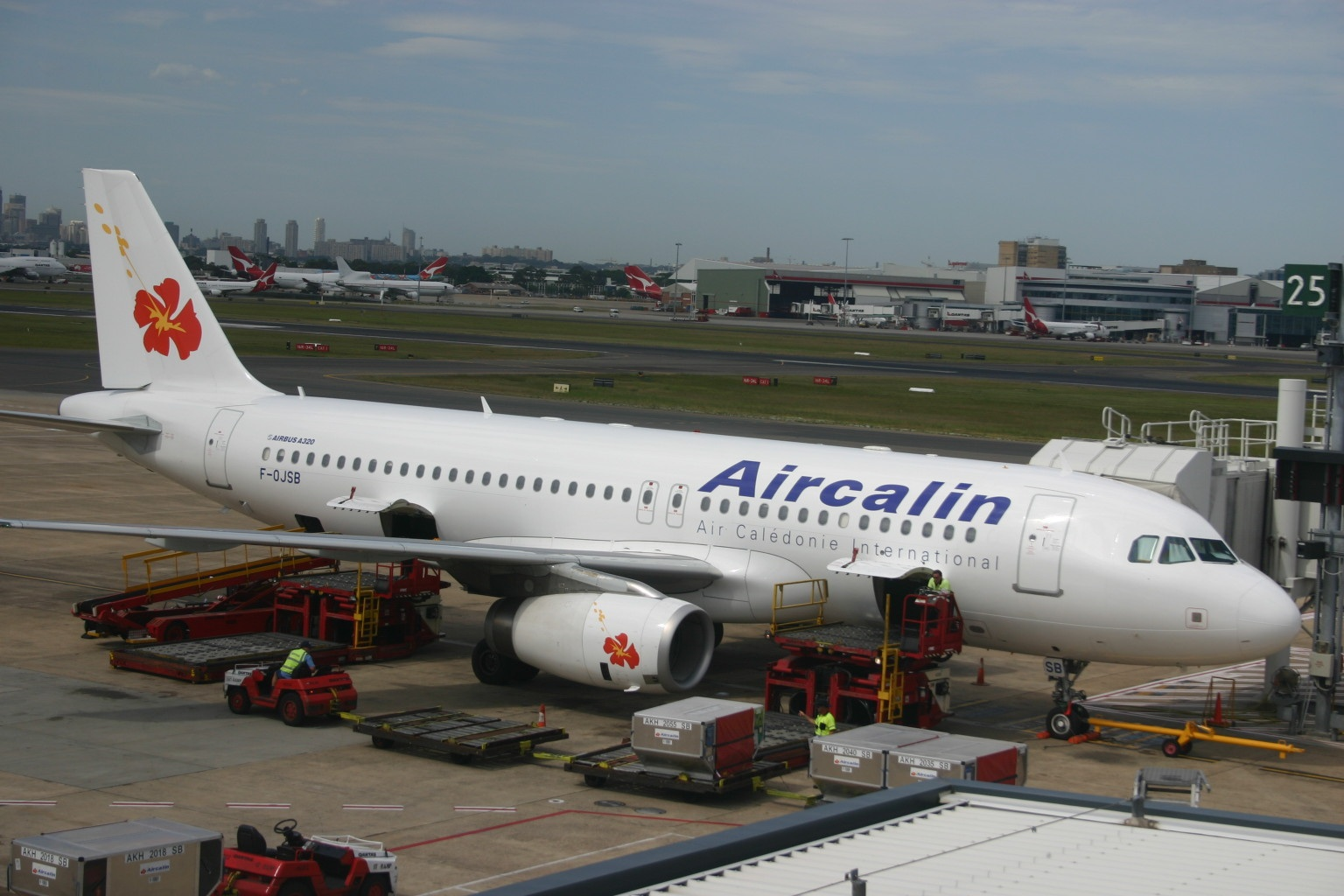
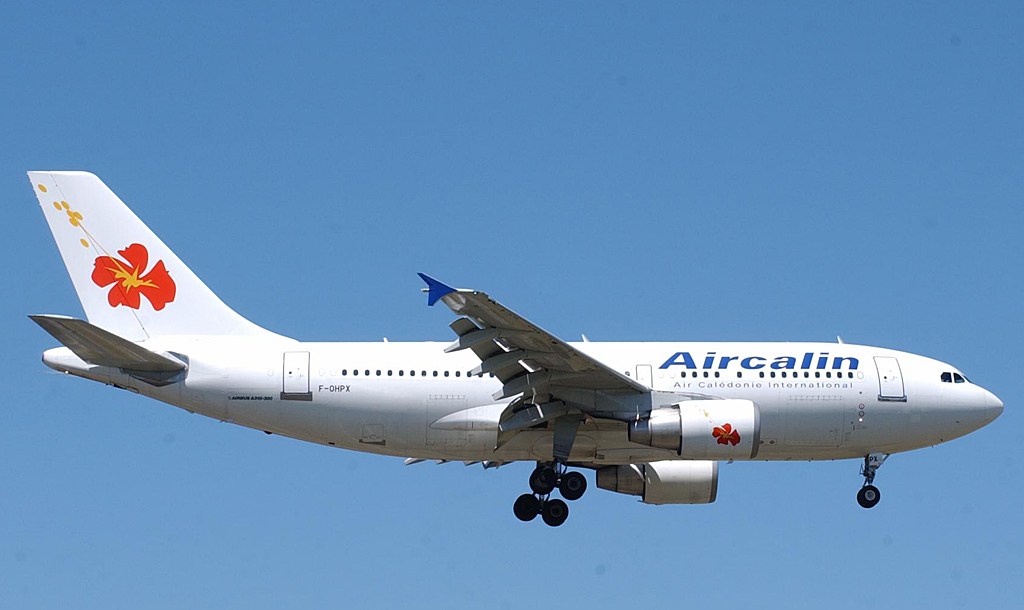
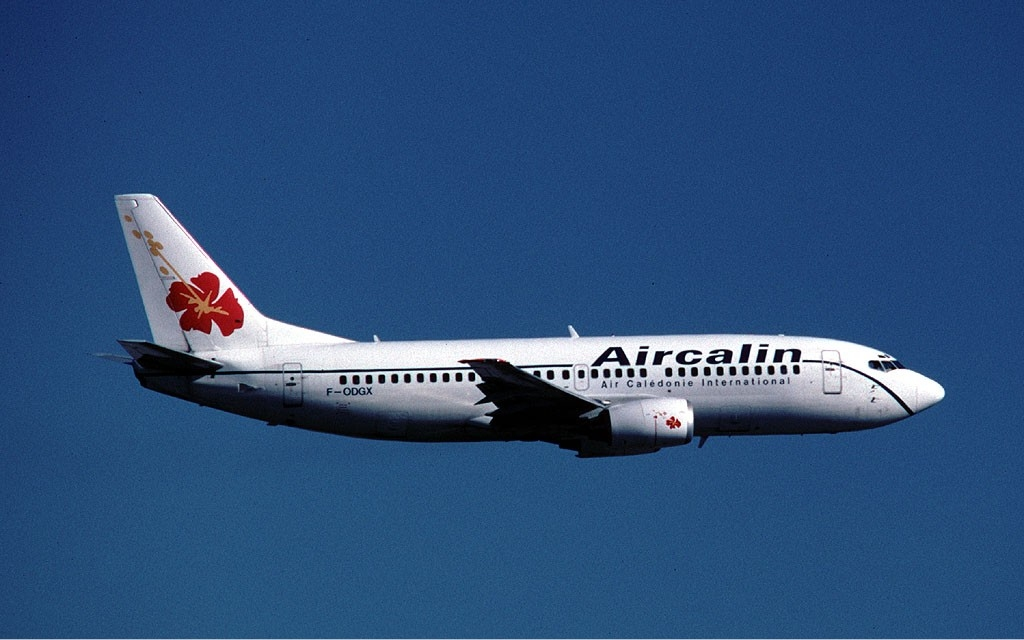

### Flotte historique
- Airbus A310-300
- Airbus A320-200
- Airbus A330-200
- Boeing 737-300
- Sud-Aviation SE 210 Caravelle